# Bunjevačke novine
Bunjevačke novine su bile tjednik iz Subotice.
Bile su nastavak lista Zemljodilac.
Izlazile su 1924. do 1927. Izdavala ih je Zemljodilska kasina. Bile su listom Zemljoradničke radikalne stranke, a tekstovi su bili pisani srpskim jezikom (ekavicom).
Uređivali su ih N. Matković, M. Skenderović i A. i Dionisije Josip Šokčić  te drugi.
List je prestao izlaziti padom političara koji su ga financirali.
Ponovno su počele izlaziti 23. veljače 1940. sve do okupacije 1941. Pokrenuo ih je Ivan Poljaković. U novom izdanju su Bunjevačke novine bile pisane hrvatskim jezikom i to na ikavici.